# 2-Méthylthiophène
Le 2-méthylthiophène est un composé chimique de formule CH3C4H3S. C'est un composé organosulfuré aromatique dérivé du thiophène qui se présente sous la forme d'un liquide inflammable aux conditions normales de température et de pression. On peut l'obtenir à partir du 2-méthylfurane CH3C4H3O ou par réaction de chlorure d'hydrogène HCl et de formaldéhyde HCHO avec du thiophène C4H5S suivie d'une réduction.
Le 2-méthylthiophène a été utilisé comme exhausteur de goût alimentaire avant d'être interdit en 2014 dans l'Union européenne.
Cette molécule a été détectée sur Mars par l'instrument SAM du rover Curiosity de la mission Mars Science Laboratory par analyse des gaz émanents d'échantillons issus du cratère Gale, parmi d'autres composés organiques dont l'ensemble présente des analogies avec le kérogène terrestre, d'origine biologique.